# Meteorus flavicornis
Meteorus flavicornis är en stekelart som beskrevs av Szepligeti 1914. Meteorus flavicornis ingår i släktet Meteorus och familjen bracksteklar. Inga underarter finns listade i Catalogue of Life.